# Canoa
Canoa – miejscowość turystyczna w zachodnim Ekwadorze, nad Oceanem Spokojnym, położone w prowincji Manabí, na północ od Bahía de Caraquez.
Miejscowość ucierpiała wskutek trzęsienia ziemi w roku 2016.